# Metrô de Dallas
O Dallas Area Rapid Transit ou DART é um sistema Light rail compreende 48,6 milhas (78,2 km) entre as suas duas linhas - a Linha Vermelha e a Linha Azul. O Sistema DART de Light Rail tem um tráfico diário de 71.100 pessoas e é o sétimo maiscom mais tráfico nos Estados Unidos da América, à frente do Denver's 70.000 e de Saint Louis 67.700.
Antes da eleição 1983, o DART havia um plano para 160 milhas (257,5 km), de transporte ferroviário. Após a eleição, o plano foi preparado mas reduzido para 147 milhas (236,6 km) ao Duncanville, Grand Prairie e Mesquite, que teria linhas ferroviárias, não optar por aderir à agência. DART escolheu os Light rail, como o seu principal modo de transporte ferroviário em 1984. O plano foi preparados novamente e reduzido para 93 milhas (149,7 km) antes de 1988 por vínculo de votação. Após a votação, a agência estabelece o novo sistema ferroviário regional de 84 milhas (135,2 km); e light rail de 66 milhas (106,2 km) e 18 milhas de comutar ferroviário. Esse plano deverá ser alterada após o arranque acabado do sistema para o plano atual, que continua a evoluir atualmente, com os planos atuais para 93 milhas (149,7 km) de light rail completo, um adicional de 17,5 milhas (28,2 km) recomendado, e com os planos de transporte ferroviário ainda em desenvolvimento no que diz respeito à proposta de Plano Cotton Belt de alinhamento para o Aeroporto Internacional de Dallas-Fort Worth, o que seria de aproximadamente 26 milhas (41,8 km)de comprimento.
No geral, o DART é um dos sistemas de trânsito que mais perdem nos EUA, quando medido em comparação com cidades semelhantes, em número de viagens de passageiros, custo operacional por milha e taxa de recuperação de tarifa. Em meados de 2010, cada viagem de passageiro custava $ 6,72, dos quais os contribuintes pagavam $ 5,72 (85%); os passageiros pagaram $ 1,00 (15% do custo real).
As seguintes linhas estão atualmente ativas:
- Linha Vermelha (Inaugurado em 1996, concluída em seu estado atual, em 2002)
- Linha Azul (Inaugurado em 1996, concluída em seu estado atual, em 2002, aditamentos conclusão prevista para 2012 e em 2018)

As seguintes linhas estão em construção ou na fase final de planejamento:
- Linha Verde (futuro) (Noroeste / Linha Pleasant Grove; 2009 propôs abertura, prevista para conclusão em 2010)
- Linha Laranja (futuro) (Irving / Linha DFW; propõe abertura de 2011, prevista para conclusão em 2013)

DART também auxilia no funcionamento da Linha M do bonde, com um conjunto de funcionamento subvenção atribuída à McKinney Avenue Transit Authority junto com a Uptown Melhoria District.